# 吉娜·瑪隆
吉娜·瑪隆（英語：Jena Malone，/məˈloʊn/，1984年11月21日—），美國女演員和音樂家。瑪隆在《來自卡羅萊納的私生女》（1996年）中的演出成為了其電影處女作。後來又出演了多部著名電影，如《艾倫福斯特》（1997年）、《超時空接觸》（1997年）、《親親小媽》（1998年）、《怵目驚魂28天》（2001年）、《神啊！救救我吧！》（2004年）、《傲慢與偏見》（2005年）、《荒野生存》（2007年）、《禁入廢墟》（2008年）、《殺客同萌》（2011年）和《飢餓遊戲》系列電影（2013年至2015年）。

## 早期生活
吉娜·瑪隆出生於內華達州的斯帕克斯，為黛博拉·「黛比」·瑪隆（Deborah "Debbie" Malone）和愛德華·貝格（Edward Berge）的女兒。她的父親擁有一部分的挪威血統，而她自己則有著愛爾蘭血統。她的祖父卡爾·貝格（Karl Berge）在經營著卡爾的銀色俱樂部賭場。瑪隆有一個名為麥迪遜·梅·瑪隆（Madison Mae Malone）的妹妹，出生於1997年。

## 個人生活
2016年1月20日，瑪隆宣布，她和男友伊森·狄羅倫佐（Ethan DeLorenzo）正期待著即將到來的一個孩子。

## 作品列表
- 1996：《來自卡羅萊納的私生女》-Ruth Anne 'Bone' Boatwright
- 1997：《艾倫福斯特》-艾倫·福斯特（電視電影）
- 1997：《超時空接觸》-年輕的艾麗·阿諾威
- 1998：《親親小媽》-Anna Harrison
- 1999：《往日柔情》-Heather Aubrey
- 2001：《怵目驚魂28天》-Gretchen Ross
- 2001：《愛在屋簷下》- Alyssa Beck
- 2003：《冷山》-Ferry Girl
- 2004：《神啊！救救我吧！》-Mary Cummings
- 2005：《霍爾的移動城堡》-蕾蒂（英語版配音）
- 2005：《傲慢與偏見》-Lydia Bennet
- 2007：《荒野生存》-Carine McCandless
- 2008：《禁入廢墟》-Amy
- 2009：《天堂信差》-Kelly
- 2009：《心靈獨奏》-Cheery Lab Tech
- 2011：《I Think Bad Thoughts》-Jena（短片）
- 2011：《殺客同萌》-火箭女
- 2011：《David Goldberg》-Vida（短片）
- 2012：《親親愛倫》-Susan
- 2012：《天性使然》-Andie
- 2013：《The Painted Lady》-The Painted Lady（短片）
- 2013：《Teenage》-美國女孩（配音；紀錄片）
- 2013：《等待》-Angela
- 2013：《飢餓遊戲：星火燎原》-喬安娜·梅森
- 2014：《10 Cent Pistol》-Danneel
- 2014：《遺忘的時光》-Maggie
- 2014：《性本惡》-Hope Harlingen
- 2014：《飢餓遊戲：自由幻夢Ⅰ》-喬安娜·梅森
- 2014：《Memory 2.0》-蘇菲（短片）
- 2015：《安吉里卡》-康斯坦絲
- 2015：《飢餓遊戲：自由幻夢 終結戰》-喬安娜·梅森
- 2016：《蝙蝠俠對超人：正義曙光》-珍妮特·凱利柏恩（鏡頭刪減；僅收錄於R級終極版DVD）
- 2016：《霓虹惡魔》-Ruby
- 2016：《迷離字戀》-Sage Ross
- 2017：《Bottom of the World》-Scarlett
- 2018：《The Public》-Myra
- 2020：《Lorelei》-Dolores
- 2020：《内战前夕》-Elizabeth Denton
- 2020：《Stardust》-Angie Bowie
- 2022：《Swallowed》-Alice
- 2023：《Consecration》-Grace
- 2023：《Rebel Moon—第1部：火之女》-Harmada
- 2024：《血爱成河》-Beth

## 外部連結
- 吉娜·瑪隆在互联网电影资料库（IMDb）上的資料（英文）
- There Was An Old Woman Records （页面存档备份，存于）
- 在AllMovie上吉娜·瑪隆的頁面（英文）